# Designmuseet
Designmuseet (finska: Designmuseo) i Helsingfors, har samlingar som ursprungligen anskaffades 1873. Samlingarna förvaltades från 1875 av Konstflitföreningen i Finland i Ateneum fram till 1979, då ett museum öppnades i före detta Läroverket för gossar och flickors hus vid Högbergsgatan. Museet hette under sina första år Konstindustrimuseet (finska: Taideteollisuusmuseo).
Museet drevs tidigare av Konstflitföreningen i Finland fram till 1989, då driften övertogs av en stiftelse. Fastigheten ägs av Senatfastigheter. 
Designmuseets samlingar omfattar 75 000 föremål, 40 000 skisser och 100 000 fotografier och diabilder. Basutställningen fokuserar på den finska formgivningens historia från 1800-talet till nutid.